# Соболевщина (Ленінградська область)
Соболевщина (рос. Соболевщина) — присілок у Подпорозькому районі Ленінградської області Російської Федерації.
Населення становить 39 осіб. Належить до муніципального утворення Вознесенське міське поселення.

## Історія
Згідно із законом від 1 вересня 2004 року № 51-оз належить до муніципального утворення Вознесенське міське поселення.

## Населення
| 1873 | 1905 | 1927 | 1961 | 1997 | 2007 | 2010 |
| ---- | ---- | ---- | ---- | ---- | ---- | ---- |
| 93   | ↗127 | ↗182 | ↘61  | ↘32  | ↗49  | ↘39  |